# Anotogaster sapaensis
Anotogaster sapaensis là loài chuồn chuồn trong họ Cordulegastridae. Loài này được Karube mô tả khoa học đầu tiên năm 2012.